# تاکاهیرو یاماگوچی
تاکاهیرو یاماگوچی (انگلیسی: Takahiro Yamaguchi؛ زادهٔ ۸ مهٔ ۱۹۸۴) بازیکن فوتبال اهل ژاپن است.